# Frankl Péter (matematikus)
Frankl Péter (Kaposvár, 1953. március 26. –) magyar matematikus, zsonglőr, az MTA külső tagja.

## Kutatási területe
Elsősorban kombinatorikával, azon belül extremális hipergráf-problémákkal foglalkozik. Richard Michael Wilsonnal nyert híres tételének következményeként elsőnek nyertek explicit konstrukciót olyan gráfra, ami nem tartalmaz és komplementere sem tartalmaz teljes n-szöget és szögpontszáma
A korábbi konstrukciók {\displaystyle n^{3}} nagyságúak voltak. Erdős véletlen példája {\displaystyle {\sqrt {2}}^{n}} nagyságú.

## Életpályája
Katona Gyula tanítványaként az ELTE matematikus szakát 1976-ban végezte el. 1977-ben a matematikai tudományok kandidátusa lett. 1978-ban artistavizsgát tett. 1979-ig az MTA Matematikai Kutató Intézetének kutatója volt. Előbb Franciaországban élt, 1988 óta pedig Japánban él, a Tokiói Egyetemen dolgozik mint egyetemi tanár. Részt vesz a japán diákolimpiai csapat felkészítésében. Többször szerepelt az NHK japán tévécsatornán.

## Elismerések
- Grünwald Géza-emlékdíj (1977),
- az MTA külső tagja (1998).

## Könyve
- L. Babai, P. Frankl: Linear algebraic methods in combinatorics, kézirat.